# Battlefield 2: Modern Combat
Battlefield 2: Modern Combat là một trò chơi điện tử thể loại bắn súng góc nhìn thứ nhất thuộc dòng Battlefield được phát triển bởi hãng Digital Illusions. Modern Combat là phiên bản Battlefield đầu tiên dành cho các hệ máy video game console. Trò chơi ban đầu được phát hành cho PlayStation 2 và Xbox vào năm 2005. Đến năm 2006, một phiên bản cập nhật của game được phát hành cho Xbox 360 có tính năng đồ họa cải tiến và bổ sung tính năng chơi trực tuyến. Một phiên bản PlayStation Portable được công bố vào năm 2005 nhưng đã bị hủy bỏ. Thay vào đó, DICE phát triển Battlefield: Bad Company dành cho PlayStation 3 và Xbox 360. EA công bố trên trang blog chính thức của họ là www.blogs.battlefield.ea.com rằng mục chơi nhiều người trên Battlefield 2: Modern Combat trên Xbox sẽ được hủy bỏ. Tính đến ngày 7 tháng 8 năm 2014, tất cả máy chủ của Xbox, Xbox 360 và PlayStation 2 đều đang offline.

## Cốt truyện
Chiến dịch chơi đơn của game xoay quanh một cuộc chiến giả tưởng giữa NATO và Trung Quốc diễn ra tại Kazakhstan. Phương tiện truyền thông cả đôi bên đều ra sức rải truyền đơn nhằm cáo buộc về những tội ác chiến tranh khác trong khi người chơi phải tới lui chiến đấu cho từng nước. Khi người chơi cuối cùng quyết định theo về một phe để dẫn dắt chiến thắng, thì được tiết lộ rằng một tổ chức khủng bố với tên gọi Burning Flag (Ngọn Cờ Thiêu Đốt) mới là kẻ chịu trách nhiệm cho việc lừa dối cả NATO và Trung Quốc bước vào cuộc chiến tranh tương tàn. Bên thắng cuộc sau đó phải ngăn cản lãnh đạo của Burning Flag là viên Tư lệnh 31 (Commander 31) phóng 3 quả tên lửa liên lục địa chứa đầu đạn hạt nhân vào Hoa Kỳ, Châu Âu và Trung Quốc; nếu thất bại thì có nghĩa là chẳng bên nào còn lại bất kỳ thứ gì để chiến đấu hay sống còn. Trong suốt quá trình của một trận chiến dữ dội, các vụ phóng tên lửa liên lục địa được chặn đứng và viên Tư lệnh 31 thiệt mạng, rồi người chơi được ca ngợi như người hùng khi có thể đem lại thắng lợi cho NATO hoặc Trung Quốc.

## Lối chơi mạng
Mục chơi mạng của Battlefield 2: Modern Combat khác rất nhiều so với mục chơi Chiến dịch (Campaign). Trò chơi cung cấp hai chế độ chơi là Chinh phục (Conquest) và Cướp cờ (Capture the Flag). Cả hai chế độ này đều hỗ trợ tổng cộng lên đến 24 người chơi.
Giống như bản thân game nói là có thể thay đổi trực tuyến và được thể hiện xuyên suốt lối chơi. Những tính năng khác nhau như âm thanh, chuyển động, vũ khí, và thậm chí cả các nút bấm khác nhau đều được sử dụng theo nhiều cách khác nhau nhằm cải tiến sao cho phù hợp với những đối thủ cạnh tranh. Người chơi có thể chọn gia nhập bất cứ bên nào một trong hai phe đang ở trên một bản đồ, mà có thể là NATO (Mỹ hoặc châu Âu) chống lại Trung Quốc, hoặc NATO (Mỹ) với MEC. châu Âu và Trung Quốc không bao giờ đụng độ với MEC trên bất kỳ bản đồ nào trong mục chơi mạng. Có vô số bản đồ mục chơi mạng với nhiều địa điểm đa dạng như từ các thị trấn sa mạc đến một sân bay bí mật của Trung Quốc. Tuy nhiên lưu ý rằng các trận chiến trong phần chơi Cướp cờ thì bản đồ sẽ bị thu nhỏ về kích thước. Chỉ có phần giữa bản đồ là có thể chơi được.

### Chinh phục
Trong phần Chinh phục (Conquest), mục đích là để chiếm giữ một phần lớn những lá cờ nằm rải rác trên khắp bản đồ. Có hai thẻ cho thấy số điểm còn lại ở hai bên. Những thẻ này đều giảm xuống một cho mỗi lần người chơi hồi sinh hoặc lần hồi sinh ban đầu về phía tương ứng và tăng dần lên tùy thuộc vào số lượng cờ một trong hai đội có. Một đội càng có nhiều lá cờ thì số điểm của phe kia sẽ nhanh chóng giảm xuống. Nếu chỉ còn có một thành viên sống sót và toàn bộ số cờ đã bị nhóm khác đoạt lấy, số điểm này sẽ giảm nhanh chóng cho đến khi có người bị giết hoặc lấy được một lá cờ. Nếu cả hai bên đều có một số lượng cờ tương đương thì cả số điểm của nhóm sẽ giảm, trừ khi một thành viên trong một đội chết, trong đó có trường hợp một phiếu điểm được trừ ra khỏi nhóm của nạn nhân. Chủng loại khí tài đều có sẵn trong chế độ này và có nhiều loại bản đồ, chẳng hạn như những bản đồ "Xâm nhập" trong đó mỗi lá cờ chỉ thuộc sở hữu của một thành viên trong những đội có thể chiếm giữ được lá cờ.

### Cướp cờ
Trong phần Cướp cờ (Capture the Flag), người chơi chiến đấu trên một phiên bản thu nhỏ của bất kỳ một trong những bản đồ của mục chơi này. Chỉ có hai vị trí với mỗi phe một hướng là nơi chốn cắm lá cờ của mỗi đội. Có nhiều địa điểm hồi sinh ở mỗi vị trí. Thay vì những lá cờ được gắn trên cột cờ, như trong chế độ Chinh phục thì chúng được thay thế bằng những lá cờ nhỏ cắm trên các căn cứ nhỏ. Khi một người chơi đi qua một lá cờ, nó sẽ tự động lượm lấy. Người chơi phải mang nó trở về căn cứ địa của mình. Lá cờ chỉ có thể tính là bị chiếm nếu cờ của đội chiếm vẫn nằm trong căn cứ địa của họ và không bị đối thủ giành giật lấy. Nếu người chơi mang theo lá cờ bị giết, một trong những đồng đội cùng nhóm có thể lấy lá cờ mà người chơi này bỏ lại sau khi chết và tiếp tục mang nó về đến căn cứ địa của mình và kẻ thù có thể đuổi theo nó, lúc đó lá cờ được tự động trở về an toàn cho căn cứ của họ.
Chơi trực tuyến cũng hỗ trợ các tùy chọn clan (phe cánh). Một người duy nhất có thể tạo ra một clan và mời người chơi khác vào clan, họ cũng có thể được thăng cấp, giáng cấp và đuổi các thành viên khác ra khỏi clan. Tùy chọn này bao gồm tên clan, phương châm của clan và tin tức clan. Cả hai chế độ chơi này đều chấp nhận tính năng clan. Việc bắt đầu một trận đấu clan là khi một thách thức khi được chấp nhận hay các nhà lãnh đạo cần một ai đó để "ủng hộ" anh ta, điều này có nghĩa là ngay sau khi các thách thức được chấp nhận một đồng đội phải kiểm tra cho một clan game và nhanh chóng tham gia nó để cho trận đấu clan được diễn ra.

### Nội dung tải về
Một gói bổ sung thêm ba bản đồ có sẵn để mua đôi lúc vào cuối năm 2005 cho người sử dụng Xbox và PS2. Ba bản đồ tương tự được đưa vào đĩa game cho phiên bản Xbox 360 được phát hành lại.

## Đón nhận
Battlefield 2: Modern Combat nhận được đánh giá tích cực từ giới phê bình. Hai trang web tập hợp các bài đánh giá Game Rankings và Metacritic chấm cho phiên bản Xbox với số điểm 80,63% và 80/100, phiên bản PlayStation 2 với số điểm 80,44% và 80/100 cùng phiên bản Xbox 360 với số điểm 77,36% và 77/100.